# Coppa Titano 1950
La Coppa Titano 1950 è stata la 2ª edizione del campionato nazionale sammarinese, organizzata dalla Federcalcio sammarinese.
Il torneo, le cui partite sono state tutte giocate a Borgo Maggiore tra il 4 e l'11 giugno 1950, è stato vinto per la seconda volta dal Libertas.

## Classifica finale
|  | Pos. | Squadra       | Pt | G | V | N | P | GF | GS | DR |
|  | ---- | ------------- | -- | - | - | - | - | -- | -- | -- |
|  | 1.   | Libertas      | 5  | 3 | 2 | 1 | 0 | 7  | 4  | +3 |
|  | 2.   | Kursaal       | 4  | 3 | 2 | 0 | 1 | 10 | 5  | +5 |
|  | 3.   | La Castellana | 2  | 3 | 1 | 0 | 2 | 3  | 6  | -3 |
|  | 4.   | Guaita        | 1  | 3 | 0 | 1 | 2 | 6  | 11 | -5 |

      Campione di San Marino.